# Університет Пікардії імені Жуля Верна
Університет Пікардії імені Жуля Верна (фр. L'université de Picardie–Jules Verne) — французький університет, що належить до академії Ам'єн. Заснований в 1970 році на базі чотирьох навчальних закладів: національної медичної та фармацевтичної школи, юридичної школи, філологічної школи та університетського наукового колежу.

## Історія
На початку шістдесятих років 20 століття в Ам'єні було згруповано чотири навчальних заклади: національна медична і фармацевтична школа, юридична школа, філологічна школа та університетський науковий колеж. Оскільки ці ВНЗ не надавали можливість здобути повну вищу освіту, в середині шістдесятих років було прийнято рішення відродити академію Ам'єна, розформовану в 1848 році, і створити факультети медицини, філології, гуманітарних наук, економіки і права. У 1970 році виш отримує статус університету. У 1991 році університет перейменовується і стає університетом Пікардії імені Жуля Верна.

## Структура
До складу університету входять 11 факультетів Пікардії, 8 інститутів і 2 докторські школи.
Факультети:
- Факультет мистецтв.
- Факультет історії та географії.
- Факультет мов та іноземних культур.
- Факультет філософії та гуманітарних наук.
- Філологічний факультет.
- Факультет фізичної культури і спорту.
- Факультет економіки та менеджменту.
- Факультет політології та юриспруденції.
- Факультет точних наук.
- Факультет медицини.
- Факультет фармацевтики.

Інститути:
- Вищий інститут науки і техніки Сен-Кантена.
- Інститут адміністрування підприємств.
- Інститут з підготовки державних службовців.
- Університетський інститут технології міста Ам'єн.
- Університетський інститут технології міста Уаза.
- Університетський інститут технології міста Ени.
- Університетський інститут Всі Століттях.
- Університетський інститут з підготовки професорів.

Школи з підготовки докторів наук:
- Докторська школа точних наук і здоров'я.
- Докторська школа гуманітарних наук.